# Eduard Tauwitz
Eduard Tauwitz (* 21. Januar 1812 in Glatz, Grafschaft Glatz; † 26. Juli 1894 in Prag, Österreich-Ungarn) war ein deutscher Komponist, Kapellmeister, Dirigent und Musikdirektor.

## Leben
Eduard Tauwitz komponierte schon als Schüler des Glatzer Königlichen Katholischen Gymnasiums die Oper „Valeska“, der die Sage des in der Glatzer Burg lebendig eingemauerten gleichnamigen Burgfräuleins zugrunde liegt. Nach dem Abitur studierte er zunächst Rechtswissenschaften an der Universität Breslau. Wegen seiner musikalischen Begabung gab er das Studium bald auf und wandte sich der Musik zu. Seine Lehrer waren der Domorganist Franz Wolf und der Musikdirektor Johann Theodor Mosewius. Schon bald erhielt Tauwitz die Stelle des Musikdirektors am Stadttheater Breslau, zudem wirkte er ab 1835 als Leiter des Akademischen Musikvereins. 1837 ging er als Kapellmeister an die Oper in Wilna, 1840 wechselte er in gleicher Position an die Oper in Riga, wo sein Landsmann Karl von Holtei als Intendant wirkte. 1847 kehrte Tauwitz nach Breslau zurück und übernahm dort die Dirigentenstelle am Opernhaus. 1850 wurde er als Musikdirektor an das Ständetheater in Prag berufen und gründete dort den nach ihm benannten Männergesangsverein Tauwitz. Nach der Pensionierung 1863 übernahm er die Leitung der Prager Sophienakademie. 1897 stiftete die Glatzer Liedertafel, deren Ehrenmitglied er seit 1882 war. Das Tauwitz-Denkmal in den Glatzer Minoritenanlagen wurde nach dem Zweiten Weltkrieg zerstört. Eduard Tauwitz starb am 27. Juli 1894 in Prag. Sein Leichnam wurde auf dem Olšany-Friedhof in Prag beigesetzt.
Sein Bruder Julius Tauwitz (* 1826 in Glatz; † 1898 in Posen) war ebenfalls ein erfolgreicher Kapellmeister, Musiklehrer und Komponist.

## Werke (Auswahl)
Das kompositorische Werk von Eduard Tauwitz umfasst vier Opern, Orchesterwerke, Musik zu Schauspielen, Ballettmusik und vor allem Musik für Männerchöre.
- Gesänge aus: Schmolke und Bakel: komische Oper in 1. Aufzuge; Libretto: Breslau, Graß und Barth, ca. 1845, 23 S.
- Das bemooste Haupt; (Historisches Aufführungsmaterial der Bayerischen Staatsoper), ca. 1864
- Grab- und Hochzeitsgesänge für Männerchor (einstimmig mit Begleitung von Blechinstrumenten); op. 144.145, Partitur: Regensburg, Coppenrath, 1885, 16 S.